# Vinaphone Cup 2018
Giải bóng đá Quốc tế U-23 – Cúp Vinaphone 2018 hay Vinaphone Cup 2018 (VFF Cup lần thứ 10) là giải đấu bóng đá giao hữu quốc tế dành cho các đội tuyển Olympic, do Liên đoàn bóng đá Việt Nam (VFF) tổ chức và Tập đoàn Bưu chính Viễn thông Việt Nam (VNPT) tài trợ. Tên của giải đấu được đặt theo Vinaphone, một mạng di động thuộc chi nhánh của VNPT. Việt Nam là đội chủ nhà và tổ chức giải với mục đích chuẩn bị cho Đại hội Thể thao châu Á sắp tới diễn ra tại Indonesia.
Chủ nhà Việt Nam kết thúc giải với 7 điểm và trở thành nhà vô địch.

## Các đội tham dự
Dưới đây là các đội tuyển đã tham dự giải đấu. Ngoại trừ Oman, các đội tuyển còn lại đều sẽ tham dự nội dung bóng đá nam của Đại hội Thể thao châu Á 2018 tổ chức tại Indonesia.
| Đội tuyển  | Thành tích tốt nhất tại U-23 châu Á | Thành tích tốt nhất tại Thế vận hội | Thành tích tốt nhất tại Đại hội Thể thao châu Á |
| ---------- | ----------------------------------- | ----------------------------------- | ----------------------------------------------- |
| Oman       | Vòng bảng (2013, 2018)              | Không                               | Tứ kết (2010)                                   |
| Palestine  | Tứ kết (2018)                       | Không                               | Vòng 16 đội (2014)                              |
| Uzbekistan | Vô địch (2018)                      | Không                               | Tứ kết (2006, 2010)                             |
| Việt Nam   | Á quân (2018)                       | Không                               | Vòng 16 đội (2010, 2014)                        |

## Trọng tài
Các trọng tài sau đây đã được được lựa chọn để điều khiển giải đấu:
Trọng tài
- Nazmi Nasaruddin
- Suhaizi Shukri
- Hoàng Ngọc Hà
- Nguyễn Hiền Triết

Trợ lý trọng tài
- Azman Ismail
- Yusri Muhamad

## Thể thức thi đấu
Giải đấu được tổ chức theo thể thức vòng tròn một lượt tính điểm, đội có nhiều điểm nhất sẽ là nhà vô địch.

### Giải thưởng
| Vị trí    | Tiền thưởng |
| --------- | ----------- |
| Vô địch   | $50,000     |
| Á quân    | $30,000     |
| Hạng ba   | $10,000     |
| Tổng cộng | $90,000     |

## Địa điểm
Tất cả các trận đấu của giải diễn ra tại Sân vận động Quốc gia Mỹ Đình ở Hà Nội, Việt Nam.
| Hà Nội                        |
| ----------------------------- |
| Sân vận động Quốc gia Mỹ Đình |
| Sức chứa: 40.192              |
|                               |

## Bảng xếp hạng
| VT | Đội             | ST | T | H | B | BT | BB | HS | Đ |
| -- | --------------- | -- | - | - | - | -- | -- | -- | - |
| 1  | Việt Nam (C, H) | 3  | 2 | 1 | 0 | 4  | 2  | +2 | 7 |
| 2  | Palestine       | 3  | 1 | 1 | 1 | 4  | 4  | 0  | 4 |
| 3  | Uzbekistan      | 3  | 0 | 2 | 1 | 2  | 3  | −1 | 2 |
| 4  | Oman            | 3  | 0 | 2 | 1 | 1  | 2  | −1 | 2 |

## Các trận đấu
| Uzbekistan | 0–0      | Oman |
| ---------- | -------- | ---- |
|            | Chi tiết |      |

| Việt Nam                                    | 2–1      | Palestine   |
| ------------------------------------------- | -------- | ----------- |
| Nguyễn Anh Đức 45' · Nguyễn Công Phượng 52' | Chi tiết | Dabbagh 29' |

| Palestine                  | 2–1      | Uzbekistan       |
| -------------------------- | -------- | ---------------- |
| El Cherif 8' · Dabbagh 26' | Chi tiết | Tukhtashinov 13' |

| Oman | 0–1      | Việt Nam         |
| ---- | -------- | ---------------- |
|      | Chi tiết | Đoàn Văn Hậu 89' |

| Palestine | 1–1      | Oman          |
| --------- | -------- | ------------- |
| Obaid 22' | Chi tiết | Sulaman 90+1' |

| Việt Nam         | 1–1      | Uzbekistan       |
| ---------------- | -------- | ---------------- |
| Phan Văn Đức 80' | Chi tiết | Tukhtashinov 66' |

| Vô địch Vinaphone Cup 2018 |
| -------------------------- |
| Việt Nam Lần thứ 3         |

## Cầu thủ ghi bàn
Đã có 11 bàn thắng ghi được trong 6 trận đấu, trung bình 1.83 bàn thắng mỗi trận đấu.
2 bàn thắng
- Oday Dabbagh
- Nurillo Tukhtashinov

1 bàn thắng
- Zahir Sulaman
- Mohammed Obaid
- Omar El Cherif
- Nguyễn Anh Đức
- Phan Văn Đức
- Đoàn Văn Hậu
- Nguyễn Công Phượng